# 江頭勇哉
江頭 勇哉（えがしら ゆうや、1988年12月20日-）は、日本のシンガーソングライター。佐賀県出身。事務所はTOM company。身長174cm。足のサイズ30cm。二人兄弟の長男。既婚。通称「エガちゃん」。佐賀学園高等学校出身。
どんどんどんの森内にあるアバンセで師である橋本貴士に出会いギターの修行を重ね今に至る。

## 来歴
2005年にアコースティックデュオ「音音（ねおん）」を結成し、2007年V3新人オーディション12thで最年少で優秀賞グランプリを獲得。
その後一年の活動を経て解散し、2013年から江頭勇哉としてソロ活動を開始する。同年に福岡の音楽業界各社が合同で開催する新人アーティスト発掘プロジェクト「FUKUOKA MUSIC FACTORY 2013」にてグランプリを獲得。
2014年にFUKUOKA MUSIC FACTORYから1st ミニアルバム『アンブレラ』を全国リリース。
2016年、音楽活動以外にも自身が運営するYouTubeの釣りチャンネル『1DAY 1FISH 釣りばっかい』でYouTuberとしても活動し、2019年までこのグループで活動していた。
同郷佐賀を活動拠点とするYouTubeのチャンネル『釣りよかでしょう。』のテーマソング『釣りよかでしょう。のテーマ』を手掛け、同年にリリースした『ぽろぽろ』はオリコンチャートにもランクインしMVには、女優の尾野真千子が出演。
2019年、BSテレビ東京 『徳光和夫の名曲にっぽん』に出演。山形県西置賜郡飯豊町とタイアップソングとして同町公式YouTubeチャンネルにて「メモリーズ」がMVとして使用されている。
2020年1月17日には、横浜アリーナにて行われた三代目 J SOUL BROTHERS from EXILE TRIBE 山下健二郎のフェス『山フェス』のテーマソングとして『ココロノタイヨウ』を書き下ろし、自身も山フェスに出演した。
2021年には、FM佐賀でラジオ「釣りよか&エガちゃんの佐賀よかでしょう」が釣りよかでしょう。のリーダー・よーらいと一緒に行う事が決定し、放送。読売テレビ・日本テレビ系列「情報ライブ ミヤネ屋」の1月クールのエンディング曲として「実り」を提供し、YouTubeにMVとして、監督をベルリン国際映画祭などに出品実績のある吉田光希が手がけ、5月14日から配信された。
2022年10月14日に公開された、長崎俊一監督の映画「いつか、いつも……いつまでも。」で、俳優デビュー。

## 声質
読売テレビ・日本テレビ系列「情報ライブ ミヤネ屋」の2021年1月クールのエンディング曲「実り」や山形県西置賜郡飯豊町タイアップソング「メモリーズ」から、全身から溢れでるパワフルな歌声と称されている。類いまれなるギターテクニックを持つとも述べられている。

## エピソード
趣味は魚釣りで、同じく佐賀県で活動するYouTuberグループの釣りよかでしょう。の動画に頻繁に出演していることから同グループや同じ趣味をもつ尾野真千子と交流があり、それが所以で「実り」のMVで参加している。自身の子供が生まれた際には、同グループに自分たちのメッセージが込められたSDカードが入った安産祈願のお守りを作ってもらっている。

## 作品

### ミニアルバム
|                                                                | 発売日       | タイトル   |
| -------------------------------------------------------------- | ------------ | ---------- |
| ミニアルバム                                                   | 2014年8月6日 | アンブレラ |
| アルバム詳細 1. アンブレラ 2. 3L 3. Brand New Days 4. 青いバラ |              |            |

### シングル
| 枚  | 発売日        | タイトル                   | 備考 |
| --- | ------------- | -------------------------- | --- |
| 1st | 2017年7月26日 | 釣りよかでしょう。のテーマ | YouTubeチャンネル『釣りよかでしょう。』のオープニング。 Amazon Musicデジタルミュージックランンキング1位獲得。 |

#### 配信限定シングル
| 枚   | 発売日         | タイトル         | 備考 |
| ---- | -------------- | ---------------- | --- |
| 1st  | 2017年12月20日 | ぽろぽろ         | 動画配信サイトWATCHYで限定公開されたMVにて女優の尾野真千子出演                                                                                      |
| 2nd  | 2018年7月25日  | シュナウザー     | |
| 3rd  | 2019年1月23日  | いつもそばに     | |
| 4th  | 2019年11月20日 | メモリーズ       | 山形県西置賜郡飯豊町タイアップソング |
| 5th  | 2020年1月17日  | ココロノタイヨウ | 三代目 J SOUL BROTHERS from EXILE TRIBE 山下健二郎のZERO BASE presents 山フェス〜山下ベースin横浜アリーナ 2020〜 のエンディング曲                   |
| ６th | 2020年9月16日  | ラブレター       | エフエム佐賀「釣りよか＆エガちゃんの佐賀よかでしょう」エンディング曲                                                                                |
| 7th  | 2021年1月13日  | 実り             | 読売テレビ・日本テレビ系列「情報ライブ ミヤネ屋」1月クール エンディング曲・MVにて女優の尾野真千子、YouTuberグループ釣りよかでしょう。のメンバー出演 |
| 8th  | 2022年1月7日   | ポンコツ         | [売テレビ・日本テレビ系列「情報ライブ ミヤネ屋」1月クール エンディング曲                                                                            |

## 出演

### 【ライブ】
※2017年11月 - 2020年2月
- 2017年
  - 11月
    - 佐賀:バルーンフェスタ
    - 佐賀:佐賀市民芸術祭
    - 東京:ワンマンライブ
- 2018年
  - 3月 - 福岡:西日本釣り博2018 釣りよかでしょう。トーク&ライブ
  - 5月
    - 佐賀:吉野ヶ里歴史公園 吉野ヶ里コンサート
    - 福岡:キャナルシティ アート&パフォーマンスフェス
    - 大阪:サウンドメッセOSAKA
    - 福岡:音恵 福岡音楽祭

  - 8月 - 大阪:葉加瀬太郎サマーフェス’18-～50thanks evolution～
  - 9月
    - 広島:ロマンチックjam 2018
    - 福岡:ギターフェスタ2018
- 2019年
  - 2月 - 佐賀:柏木広樹 & 光田健一 Duo Live Tour 2019 “二人旅”
  - 3月
    - 佐賀:ロイヤルチェスター 佐賀リニューアルフェア
    - 山口:海峡ドリームファンタジア
- 2020年
  - 1月 三代目 J SOUL BROTHERS from EXILE TRIBE 山下健二郎のZERO BASE presents 山フェス〜山下ベースin横浜アリーナ 2020〜

### 【映像作品】
- 2022年
  - 「いつか、いつも……いつまでも。（10月14日、長崎俊一 監督）
- 2023年
  - 「相棒 Season22」林田晃司 役